# Bogeria (pel·lícula)
Bogeria (títol original en anglès, Craze) és una pel·lícula de terror de 1974 dirigida per Freddie Francis. Protagonitza Jack Palance com un traficant d'antiguitats psicòtics que sacrifica dones a l'estàtua de Chuku, un ídol africà Ha estat doblada al català.
Va ser l'última pel·lícula produïda per Herman Cohen.

## Sinopsi
Gran Bretanya, principi dels anys 70 del segle xx. En una tranquil·la ciutat de província anglesa, un conegut antiquari, Neil Mottram, amaga un terrible secret. Està dedicat a una deïtat africana assedegada de sang, Chuko, el monstruós ídol de la qual guarda al soterrani del seu taller. Per congraciar-se amb el dimoni i obtenir-ne favors i béns, Mottram duu a terme sacrificis humans despietats amb noies desprevingudes. Descobert per la policia, que havia aconseguit despistar amb habilitat durant molt de temps, i assetjat a la seva botiga, intenta resistir en va, confiant en l'ajuda d'en Chuko, abans de ser eliminat.

## Repartiment
- Jack Palance com a Neal Mottram
- Diana Dors com a Dolly Newman
- Julie Ege com a Helena
- Edith Evans com a tia Louise
- Hugh Griffith com a advocat
- Trevor Howard com a Bellamy
- Suzy Kendall com a Sally
- Michael Jayston com a Wall
- Martin Potter com a Ronnie
- Percy Herbert com el detectiu Russet
- David Warbeck com el detectiu Wilson
- Kathleen Byron com a Muriel Sharp

## Producció
La pel·lícula es va basar en una novel·la de 1967 The Infernal Idol. El 1972 Herman Cohen va obtenir els drets i estava escrivint un guió. El març de 1972 es va anunciar que Jack Palance protagonitzaria una versió cinematogràfica, que seria una coproducció entre Herman Cohen i Joe Solomon.
Freddie Francis havia fet una sèrie de pel·lícules de terror per a Amicus i altres productors, inclòs Herman Cohen per a qui va dirigir Trog. Francis va dir més tard: «Tan aviat com vaig començar, em vaig adonar que estava assotant un cavall mort». El director diu que hi havia només quatre coses bones sobre el film: Palance, Trevor Howard, Edith Evans i Hugh Griffith, i afegeix: «Jack va perdre l'interès gairebé de seguida, Hugh i Trevor li donaven molt a l'ampolla i la estimada Edith va pensar que estàvem fent una pel·lícula ‘adequada’ i, per tant, teníem tot el temps del món». En Francis diu que com que el repartiment incloïa Howard i Griffith, Evans va pensar que hi havia molt de temps per bloquejar escenes, quan Francis només tenia un programa de sis setmanes.
Palance va arribar a Londres per fer el film que va començar a rodar el març de 1973. Cohen diu que s'havia portat bé amb Palance, però «tots els altres tenien por d'en Jack: té aquesta aura sobre ell. Espantava Freddi Francis l'espantava.»
Francis va dir més tard: «Fins i tot en Jack no va poder evitar-ho. Vaig pensar que podríem haver fet alguna cosa amb Jack, però una vegada més, Herman va fer que aquest vell Aben Kandel escrivía els guions i crec que Abe faria qualsevol cosa que li digués Herman.»
Diana Dors havia fet anteriorment Berserk per a Cohen.

## Recepció
Cohen diu que la pel·lícula va anar molt bé econòmicament, però va quedar tocada perquè el productor l'havia venuda a National General als Estats Units, que va ser comprada per Warner Bros; això va provocar un retard en l'estrena nord-americana.